# Droga wojewódzka 545
Die Droga wojewódzka 545 (DW 545) ist eine 51 Kilometer lange Droga wojewódzka (Woiwodschaftsstraße) in der polnischen Woiwodschaft Ermland-Masuren, die Jedwabno mit Działdowo verbindet. Die Strecke liegt im Powiat Szczycieński und im Powiat Nidzicki und im Powiat Działdowski.

## Streckenverlauf
Woiwodschaft Ermland-Masuren, Powiat Szczycieński
-  Jedwabno (Jedwabno/Gedwangen) (DK 58, DW 508)
- Nowe Borowe (Neu Borowen/Buschwalde)
- Nowy Las (Neuwald)

Woiwodschaft Ermland-Masuren, Powiat Nidzicki
- Zimna Woda (Zimnawodda/Kaltenborn)
- Napiwoda (Napiwodda/Grünfließ)
- Kolonia Waszulki
-  Nidzica (Neidenburg) (S 7 / E 77, DW 604)
-  Rozdroże (Karlshöhe) (DW 538)
- Sątop (Sontopp/Santop)
- Kozłowo (Groß Koslau/Großkosel)

Woiwodschaft Ermland-Masuren, Powiat Działdowski
- Komorniki (Kämmersdorf)
-  Działdowo (Soldau) (DW 542, DW 544)